# Calbuco
Pour les articles homonymes, voir Calbuco (homonymie).
Calbuco (en mapudungún eau bleue) est une ville et une commune du Chili de la Province de Llanquihue, elle-même située dans la Région des Lacs. En 2012, la population de la commune s'élevait à 32 963 habitants. La superficie de la commune est de 591 km2 (densité de 56 hab./km²),.

## Situation
La commune de Calbuco est située au sud de la Vallée Centrale. Son territoire comprend l'archipel de Calbuco, un groupe de 14 petites îles (Huar, Puluqui, Calbuco, Chidhuapi, Tabón, Mayelhue, Lín, Quenu, Quihua, Huapi Abtao, Chaullín, Caicué, Tautil et Queullín) situées dans la mer intérieure (plus précisément dans le golfe d'Ancud) entre l'Isla Grande de Chiloé et le continent. L'agglomération principale de la commune, la ville de Calbuco, se trouve sur l'île du même nom reliée au continent par un pont. Calbuco se trouve à 952 kilomètres à vol d'oiseau au sud de la capitale Santiago et à 37 kilomètres au sud-ouest de Puerto Montt capitale de la Région des Lacs.

## Histoire

Position de Calbuco (en rouge) au sein de la Région des Lacs.

L'expédition de 1558 du gouverneur du Chili García Hurtado de Mendoza à laquelle prend part le poète soldat Alonso de Ercilla est le point de départ de la colonisation espagnole du territoire de Calbuco et de l'Isla Grande de Chiloé toute proche. Deux agglomérations sont édifiées sur cette île : Castro et Chacao. Mais l'insurrection mapuche de 1598 oblige les espagnols à évacuer toutes les colonies qu'ils avaient fondé au sud du rio Biobio. Certains colons se réfugient au sud dans l'île de Chiloé où les espagnols parviennent à se maintenir grâce à l'isolement de ce territoire. Un petit détachement de soldats crée en 1602 le fort San Miguel sur l'île de Calbuco séparée de quelques centaines de mètres du continent. Une petite agglomération se développe progressivement sur l'île qui sert le point de départ d'expéditions militaires en territoire mapuche. Au cours du XVIIIe siècle la garnison atteint 200 hommes et l'île comporte environ un millier d'habitants. Après la guerre d'indépendance du Chili, Calbuco constitue l'une des 10 subdivisions administratives de la province de Chiloé. Il est par la suite rattaché à la province de Llanquihue. Cabulco devient une commune à part entière en 1980.

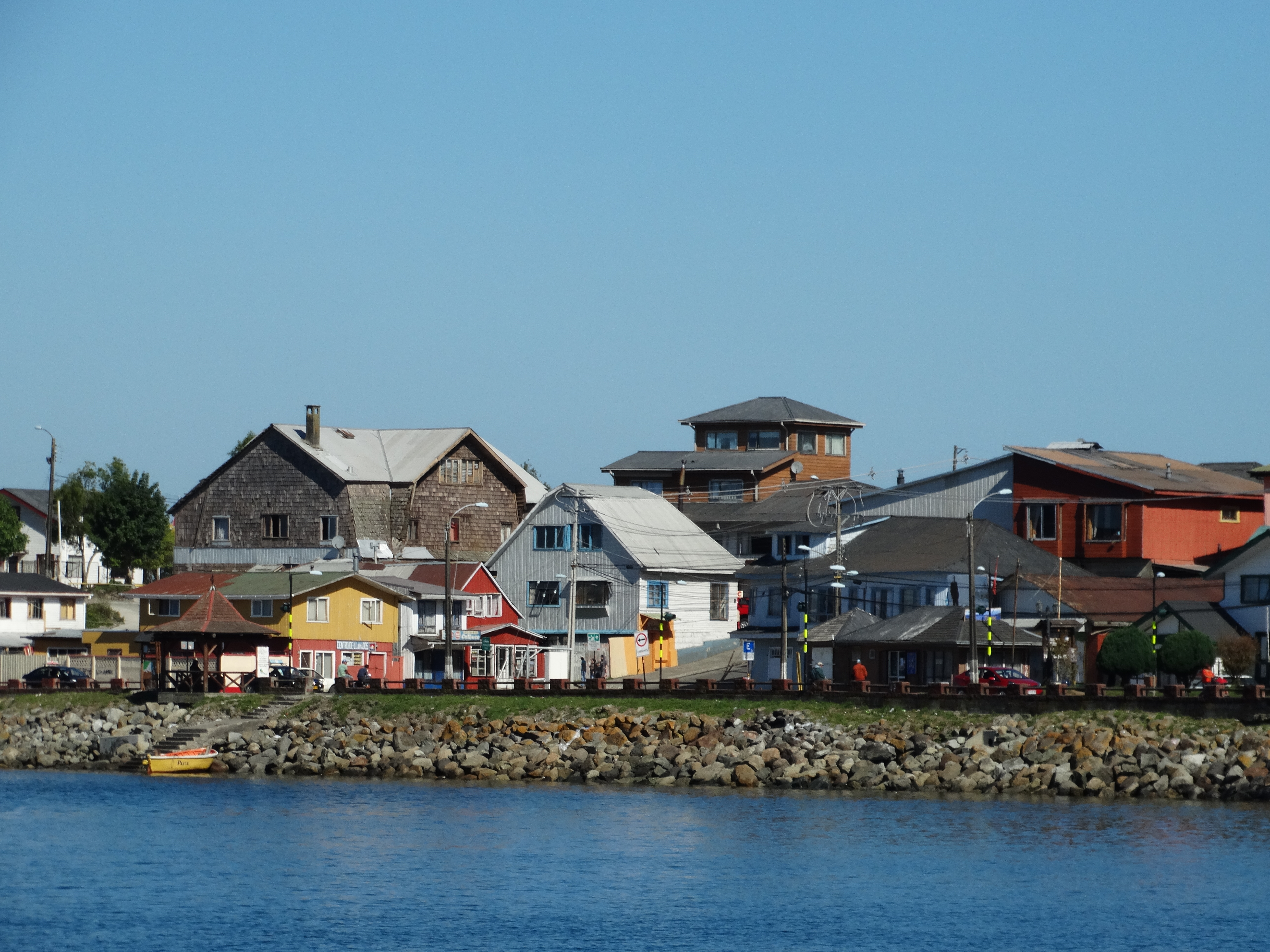
Calbuco vu depuis la mer
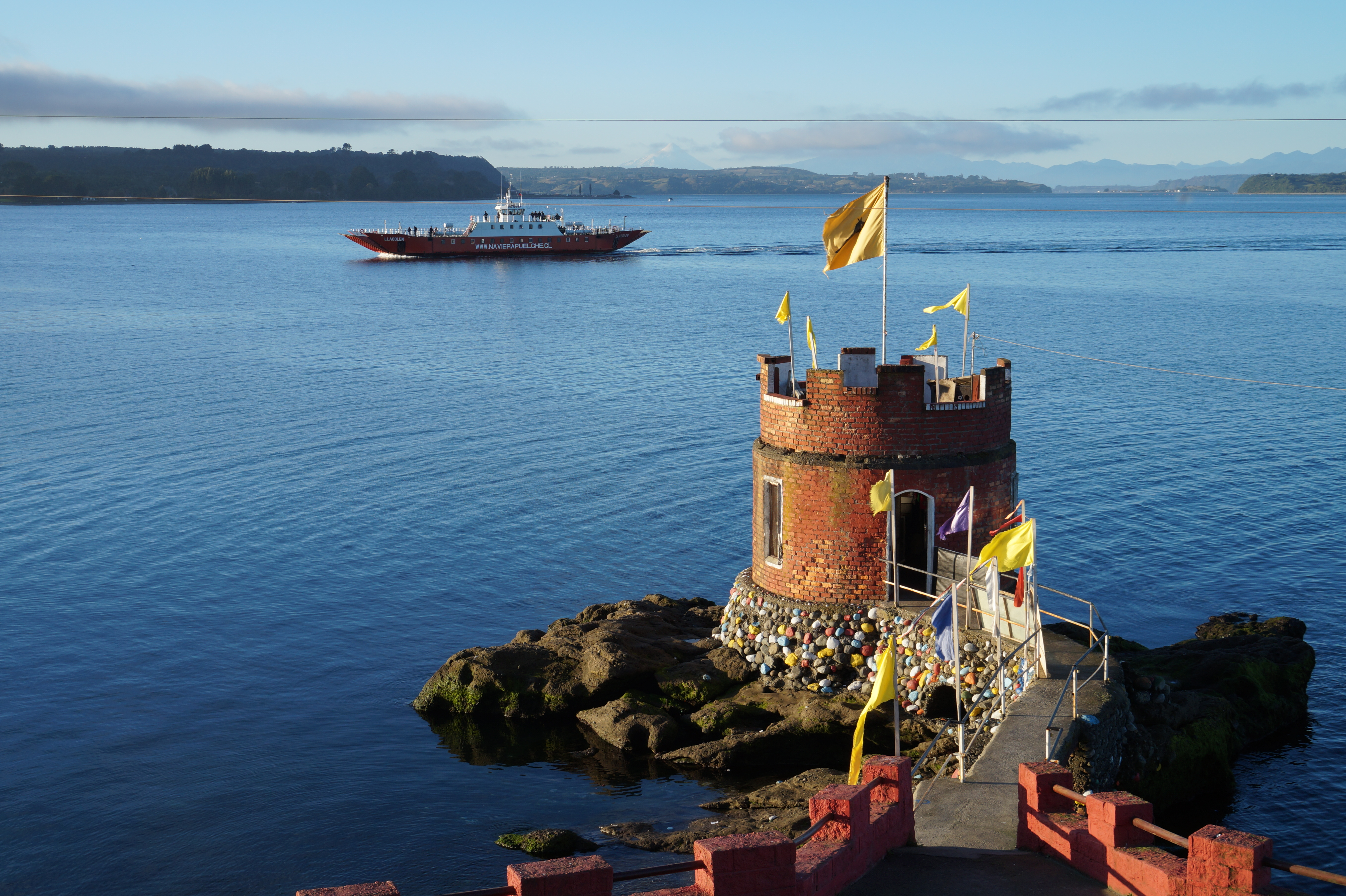
Reconstitution d'une tour de Calbuco
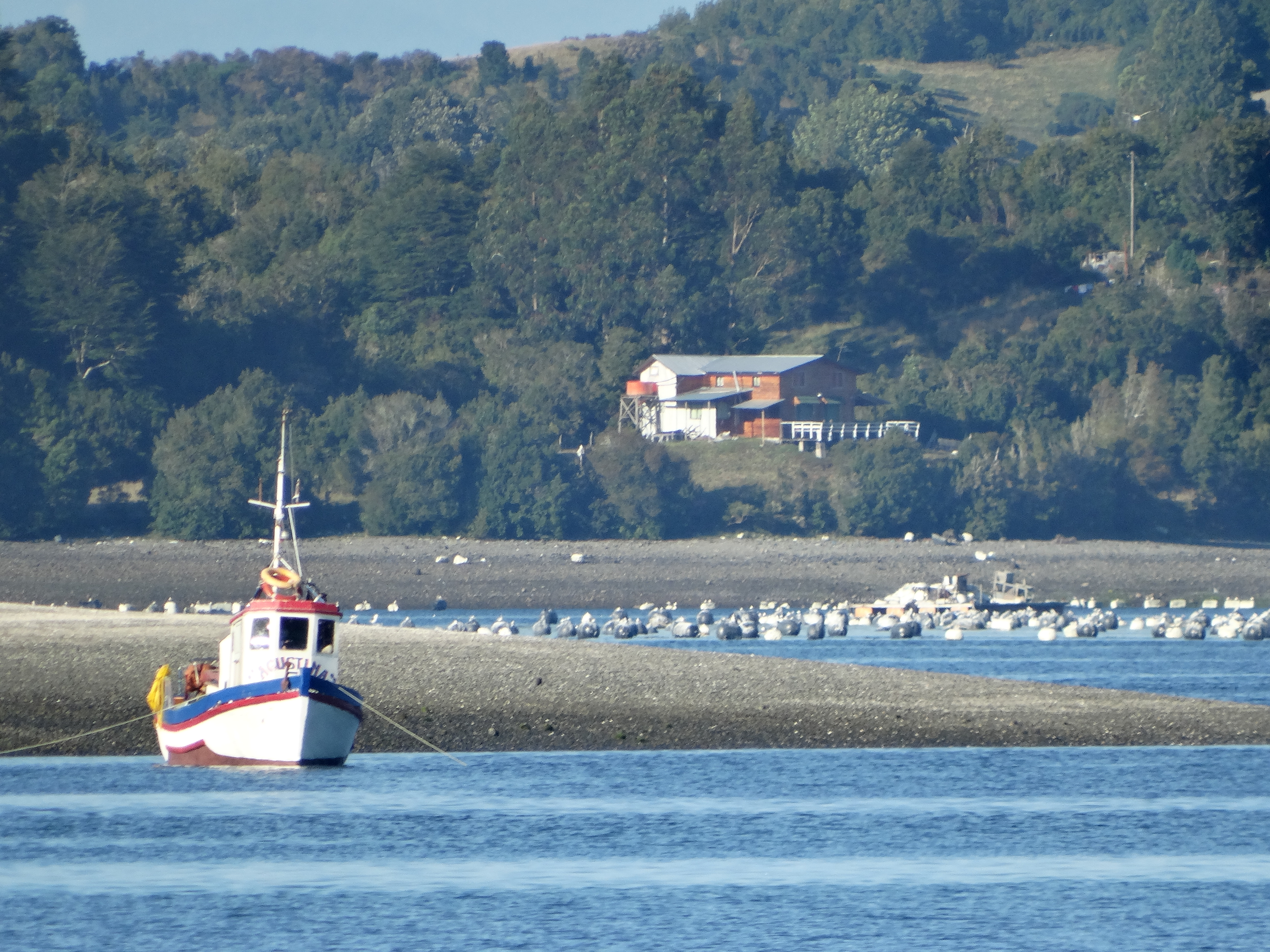
Bateau de pêche